# 卡尔瓦霍
卡尔瓦霍，是西班牙埃斯特雷马杜拉卡塞雷斯省的一个市镇。总面积28平方公里，总人口259人（2001年），人口密度9人/平方公里。